# Frode
Frode ist ein skandinavischer, männlicher Vorname. Er ist abgeleitet vom altnordischen fróðr mit der Bedeutung gelehrt, weise.

## Bekannte Namensträger
- Frode Andresen (* 1973), norwegischer Biathlet und Skilangläufer
- Frode Estil (* 1972), norwegischer Skilangläufer
- Frode Gjerstad (* 1948), norwegischer Jazzmusiker
- Frode Grodås (* 1964), norwegischer Fußballspieler und Torwarttrainer
- Frode Grytten (* 1960), norwegischer Schriftsteller
- Frode Hagen (* 1974), norwegischer Handballspieler
- Frode Håre (* 1972), norwegischer Skispringer
- Frode Kippe (* 1978), norwegischer Fußballspieler
- Frode Scheie (* 1967), norwegischer Handballspieler und Handballtrainer
- Frode Sørensen (Radsportler) (1912–1980), dänischer Radrennfahrer
- Frode Sørensen (Politiker) (* 1946), dänischer Politiker
- Frode Thingnæs (1940–2012), norwegischer Jazzposaunist, Bandleader und Komponist
- Carl Frode Tiller (* 1970), norwegischer Schriftsteller
- Frode Urkedal (* 1993), norwegischer Schachspieler
- Frode Weierud (* 19**), norwegischer Amateurkryptologe